# Отопластика
Отопластика или корекција ушију (од грчких речи οὖς, — уво + πλάσσειν — формирање) естетски је хируршки захват којим се решава проблем клемпавих ушију. У целој хирургији не постоји ни једна операција која има толико метода и толико разних модификација као отопластика. Искусни хирург ће из сваке методе издвојити оно најбоље како би прилагодио технику операције сваком индивидуалном пацијенту и његовој отопостази. Ова коректнивна операција може се извести већ после пете године живота. У највећем броју случајева изводи се код деце старости од 4-14 година али се ради и код старијих.

## Историја
Отопластика (хирургија ува) развијена је у древној Индији, у 5. веку п. н. е., од стране ајурведског лекара Махариша Сушруте (око 800. године п. н. е.), који је ову методу описао у смом медицинском делу, Сушрута Самхита. У његово време, Сушрута и његови студенти медицине развили су отопластику и друге пластичне хируршке технике и процедуре за корекцију (реконструкцију) ушију, носа, усана и гениталија које су ампутираних, након изречених криминалних, верских и војне казни. 
Древне индијске технике медицинског знања и технике пластичне хирургије описана у делу Сушрута Самхита практиковане су широм Азије до краја 18. века; па је тако у октобру 1794. године, савремени британски часопис „Магазин Џентлмен” објавио методу ринопластике, идентичну оној која је описана у медицинској књизи из 5. века, Сушрута Самхита. Штавише, и два века касније, савремена отопластична пракса, иако је само благо модификована, потиче од техника и процедура које је развио и успоставио у антици, индијски ајурведски лекар Сушрута.
У делу Операциона хирургија (1845), немачки хирург Johann Friedrich Dieffenbach (1794 — 1847) објавио је први хируршки приступ за корекцију деформитета ушију - комбиновану отопластичку процедуру засновану на једноставном изрезивању (резању) проблематичног вишка хрскавице ушне шкољке иза задњег сулкуса (задњег жлеб) ува, и накнадном причвршћивању шкољке, шавовима, на мастоидни периост, мембрана која прекрива мастоидни наставак са доње и задње стране мастоидног дела темпоралне кости.

## Општа разматрања
Деформитети ушне шкољке, односно њен неправилан положај отопостаза, у доносу на главу познат је од давнина и популарно се у народу назива „клемпаве уши”.
Облик ушне шкољке употпуњује општи изглед главе и лица, па зато „клемпаве уши” могу да буду узрок незадовољства сопственим изгледом и узроком настајања комплекса мање вредности.
Отопластика се према коначном циљу дели на:
- Естетску — промена облика ушију.[4]
- Реконструктивну — стварање потпуно или делимично недостајућих делова ушију.[5]

## Индикације
- Клемпаве уши
- Деформације ушне шкољке
- Повећане ушне шкољке
- Хипертрофиране ушне шкољке.
- Повреде ушне шкољке

## Начин извођења
Пре него се почне операцијом, потребно је извршити врло пажљиво мерење ширине и висине ушне шкољке, угао њена отклона, као и задњу дистанцу од ивице ушне шкољке, како би рез који се налази иза уха био симетричан на обе стране главе.
Сама операција ради се у локалној (евентуално на захтев пацијента у општој) анестезији, у трајању до једног сата, у највећем броју случајева.
Након операције врши се имобилизација ушне шкољке, завојем у трајању од 24-48 часова. Редовно превијање и тоалета ране обавља се сваки други дан, а шавови се уклањају након 7 дана. Отеклина и евентуални крвни подливи повлаће се након 10 дана, а осетљивост ушне шкољке на додир враћа се након неколико недеља. Постоперативни ожиљци су скривени иза ува и не виде се. Старији пацијенти се могу вратити послу након пет дана, док деца морају мало дуже да се чувају нарочито у игри са другом децом.